# Monta Ellis
Monta Ellis (Jackson, Mississippi, 26. listopada 1985.) američki je profesionalni košarkaš. Igra na poziciji razigravača, a trenutačno je član NBA momčadi Milwaukee Bucksa. Izabran je u 2. krugu (40. ukupno) NBA drafta 2005. godine od istoimene momčadi.

## Srednja škola
Pohađao je srednju školu Lanier High School te je u četiri godine školovanja ostvario prosjek od 28,9 poena, 5,2 skokova, 4,9 asistencija i 3,1 ukradene lopte po utakmici, uz šut iz igre od 46 %. Na posljednjoj, četvrtoj, godini, Ellis je prosječno postizao 38,4 poena, 7,9 skokova, 6,8 asistencija i 4,5 ukradenih lopti po utakmici. U utakmici protiv srednje škole Greenwood, Ellis je ostvario učinak karijere od čak 72 poena, a protiv, tada vodeće, srednje škole Oak Hill, postigao je 42 poena, što je najveći broj poena, jednog suparničkog igrača, protiv Oak Hilla. U te četiri godine, Ellis je odveo svoju momčad do omjera 129-16 i osvajanja dva državna prvenstva te je ukupno postigao 4.167 poena. Za svoje zasluge, 2005. godine, Ellis je proglašen najboljim igračem savezne države Mississippi te mu je uručena nagrada Mississippi "Mr. Basketball".  

## NBA karijera
Izabran je kao 40. izbor NBA drafta 2005. godine od Golden State Warriorsa. 7. prosinca 2005. godine, Ellis je ostvario svoj debi u NBA ligi te je, u utakmici protiv Phoenix Sunsa, postigao 3 poena. Zbog problema s koljenom, Ellis nije mogao nastupiti na Ljetnoj ligi te je u svojoj rookie sezoni dobio vrlo malu minutažu. Međutim u drugoj sezoni, Ellis prosječno postiže 16,5 poena, 3,2 skokova i 4,1 asistencije po utakmici te dobiva sve veću minutažu i počinje pokazivati svoj veliki potencijal i talent. Na sam dan drafta, 2007. godine, Warriorsi su obavili veliku zamjenu kojom su Jason Richardsona i Jermareoa Davidsona mijenjali u Charlotte Bobcatse u zamjenu za Brandana Wrighta. Time su Warriorsi oslobodili nešto više od 10 milijuna dolara pod salary capom te su si time omogućili produženje ugovora s Ellisom i još jednim perspektivnim mladim igračem, Andrisom Biedriņšom. Također iste sezone, Ellis biva izabran na Rookie Challenge te s 28 poena predvodi momčad sophomoresa, ali nagradu za najkorisnijeg igrača utakmice odnosi Chris Paul. 
Na kraju sezone, Ellis biva izabran za igrača koji je najviše napredovao te odnosi nagradu ispred šutera Sacramento Kingsa, Kevina Martina. U sezoni 2007./08., Ellis je postao jedan od nositelja, ne samo igre već i cijele franšize Warriorsa. Dne 24. siječnja 2008. Ellis je postigao učinak karijere od 39 poena te je tijekom mjeseca veljače, četiri utakmice zaredom, postigao preko 30 poena. Također, tijekom mjeseca veljače, Ellis je šutirao s preko 60 % preciznosti te je postao deveti bek u NBA povijesti koji je u jednom mjesecu šutirao s preciznošću od minimalno 60 %. Dne 25. srpnja 2008. Ellis je potpisao novi šestogodišnji ugovor vrijedan 67 milijuna dolara čime je postao najplaćeniji igrač Warriorsa. Dne 26. kolovoza 2008. Ellis je ozljedio zglob lijeve noge te se samo dan kasnije podvrgnuo uspješnoj operaciji zgloba. Ellis je prijavio ozljedu, ali s malo promijenjenom pričom. Ellis je, generalnom upravitelju, objasnio da se ozlijedio vježbajući u teretani, ali je ozljeda ustvari bila uzrokovana padom s motocikla. 
Zbog laži i neprimjerenog ponašanja, Ellis je, od strane kluba, suspendiran na 30 utakmica neigranja. Nakon oporavka od ozljede i odrađene suspenzije, Ellis se na NBA terene vratio 23. siječnja 2009. te je, u utakmici s Cleveland Cavaliersima, postigao 20 poena, 3 skoka, 3 asistencije, 1 ukradenu loptu i 1 blokadu. Iako je tijekom veljače malo "usporio", u ožujku Ellis počinje pokazivati prave igre te prosječno postiže 23,5 poena po utakmici. U travnju, u produžetku protiv Sacramento Kingsa, Ellis je postigao učinak karijere od 42 poena i uz to još dodao 9 skokova i 9 asistencija.

## NBA statistika

### Regularni dio
| Godina    | Klub         | Odig. uta. | Uta. poč. | Min. | 2P%  | 3P%  | Sl. bac.% | Skok. | Asist. | Ukr. lop. | Blok. | Poena |
| --------- | ------------ | ---------- | --------- | ---- | ---- | ---- | --------- | ----- | ------ | --------- | ----- | ----- |
| 2005./06. | Golden State | 49         | 3         | 18.1 | .415 | .341 | .712      | 2.1   | 1.6    | .6        | .2    | 6.8   |
| 2006./07. | Golden State | 77         | 53        | 34.3 | .475 | .273 | .763      | 3.2   | 4.1    | 1.7       | .3    | 16.5  |
| 2007./08. | Golden State | 81         | 72        | 37.9 | .531 | .231 | .767      | 5.0   | 3.9    | 1.5       | .3    | 20.2  |
| 2008./09. | Golden State | 25         | 25        | 35.7 | .451 | .308 | .830      | 4.3   | 3.7    | 1.6       | .3    | 19.0  |
| 2009./10. | Golden State | 35         | 35        | 41.7 | .473 | .277 | .779      | 4.3   | 5.3    | 2.3       | .4    | 26.1  |
| Ukupno    |              | 267        | 188       | 33.5 | .485 | .285 | .770      | 3.8   | 3.7    | 1.5       | .3    | 17.3  |

### Doigravanje
| Godina    | Klub         | Odig. uta. | Uta. poč. | Min. | 2P%  | 3P%  | Sl. bac.% | Skok. | Asist. | Ukr. lop. | Blok. | Poena |
| --------- | ------------ | ---------- | --------- | ---- | ---- | ---- | --------- | ----- | ------ | --------- | ----- | ----- |
| 2006./07. | Golden State | 11         | 6         | 21.6 | .390 | .111 | .821      | 2.3   | .9     | .9        | .2    | 8.0   |
| Ukupno    |              | 11         | 6         | 21.6 | .390 | .111 | .821      | 2.3   | .9     | .9        | .2    | 8.0   |

## Vanjske poveznice
- Profil na NBA.com
- Profil  Arhivirana inačica izvorne stranice od 17. ožujka 2010. (Wayback Machine) na Basketball-Reference.com
- Profil na ESPN.com